# Jurij Kolobov
Jurij Volodymyrovyč Kolobov (ukrajinsky Юрій Володимирович Колобов, * 8. dubna 1973 Pavlohrad, USSR) je ukrajinský ekonom a politik. V letech 2012–2014 vedl ministerstvo financí ve vládě Mykoly Azarova.
V letech 2014–2018 čelil podezření ze zpronevěry veřejných financí. V září 2014 uprchl před možným trestním stíháním do Španělska. Tam byl v březnu roku 2015 zadržen, ale následně propuštěn s odůvodněním, že stíhání bylo politicky motivované. V roce 2018 s odkazem na uplynutí promlčecí doby byl obžaloby zproštěn.